# Rue des Mathurins
La rue des Mathurins est une voie des 8e et 9e arrondissements de la ville de Paris.

## Situation et accès
Elle commence au 19, place Diaghilev et au 17, rue Scribe et se termine au 30, boulevard Malesherbes.
Elle est desservie par les lignes 3 et 9 à la station Havre - Caumartin.

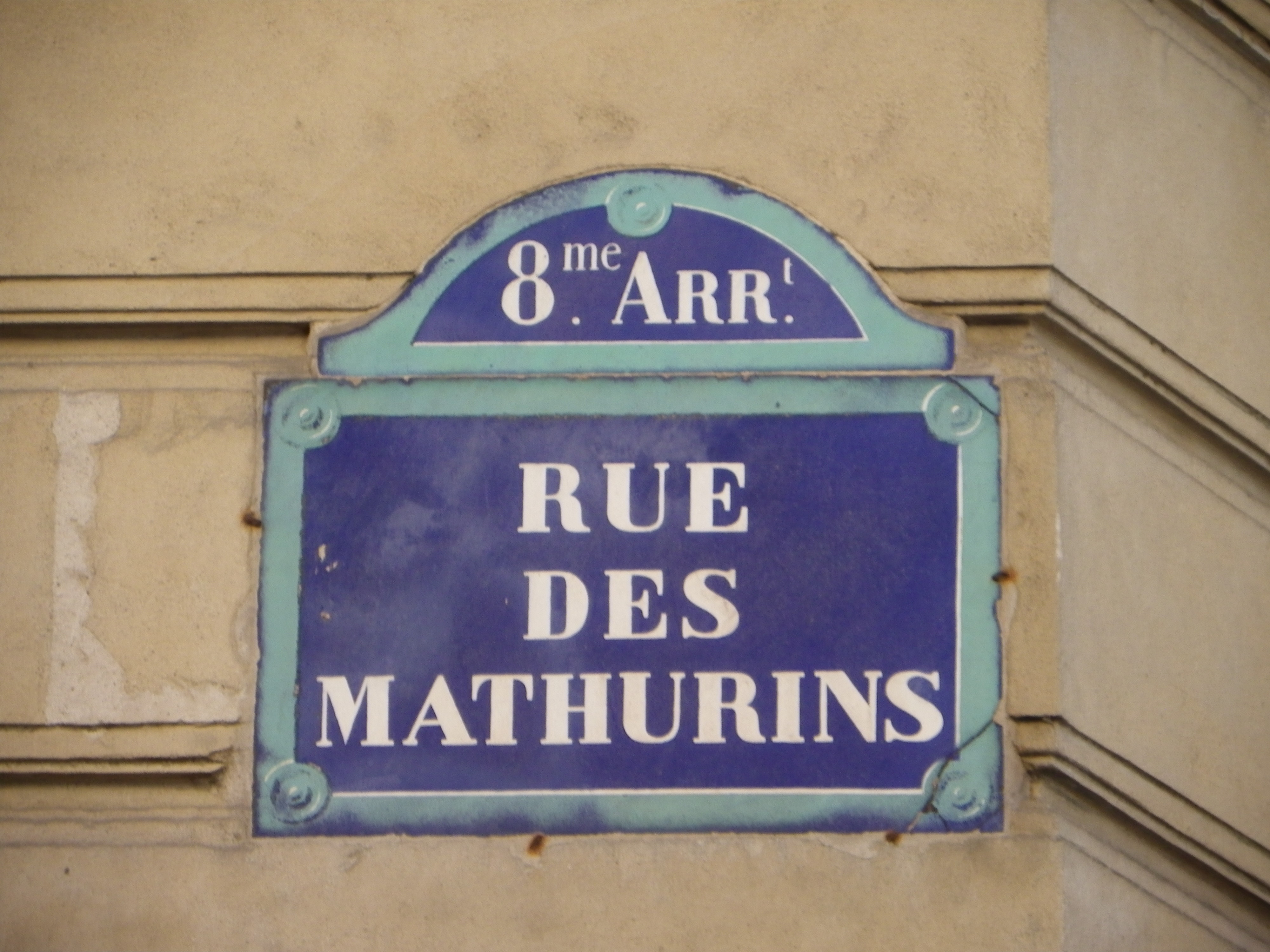
Plaque de la rue des Mathurins à Paris.

## Origine du nom
Elle porte ce nom car la rue des Mathurins, longtemps appelée « rue Neuve-des-Mathurins », suit le tracé d'un ancien chemin ouvert sur les terrains de la ferme des Mathurins, attestée dès le XIIIe siècle et ainsi nommée car elle appartenait aux religieux de cette communauté.

## Historique
Cette voie est indiquée sous l'état de chemin sans nom sur les plans de Gomboust de 1652, de Jouvin de Rochefort de 1672, de Nicolas de Fer de 1705.
Elle est citée sous le nom de « rue des Mathurins » dans un manuscrit de 1636.
Les plans Delagrive de 1728 et de Jaillot de 1775 nomment la voie « ruelle des Mathurins » puis elle apparait sous le nom de « rue Neuve-des-Mathurins » sur le plan de Junié de 1786.
En 1725, une voie est tracée sur des terrains d’une ferme appartenant aux religieux Mathurins, entre la rue Saint-Nicolas-d’Antin et la rue Neuve-des-Mathurins. Elle est nommée « rue de la Ferme-des-Mathurins.
La partie de cette voie comprise entre les rues de l'Arcade et de la Madeleine a été autorisée puis ouverte, par délibération du Corps municipal du 16 février 1792, sur les dépendances du couvent des Bénédictines de la Ville-l'Évêque, dont le comte de Montessin était alors propriétaire.
« Arrêté du Corps municipal. Sur la demande faite par M. de Montessin, propriétaire de divers terrains se joignant et situés entre les rues de l'Arcade et d'Angoulême-Saint-Honoré, d'ouvrir des rues de 30 pieds (9,75 mètres) de largeur sur les dits terrains ;
vu le plan des dits terrains et des rues projetées ;
le Corps municipal, considérant que l'ouverture de ces rues, qui établira une communication courte et facile entre le quartier de Mirabeau et le faubourg Saint-Honoré, est infiniment importante pour le public ;
après avoir entendu le rapport des administrateurs des travaux publics et ouï sur ce le procureur de la Commune ; le Corps municipal arrête :
- 1° Que M. de Montessin pourra faire ouvrir à ses frais, sur les terrains dont il est propriétaire, entre la rue de l'Arcade et celle d'Anjou-Saint-Honoré :
  - une rue formant le prolongement de celle de la Madeleine et parallèle à celle de l'Arcade ;
  - un embranchement de rue en retour, au travers d'une maison qui lui appartient, située sur la dite rue d'Anjou ;
  - et un autre embranchement de rue, également en retour à l'extrémité de son terrain, qui se dirigera en ligne droite sur la rue Neuve-des-Mathurins ;

le tout conformément au plan qu'il a présenté terrain, qui se dirigera en ligne droite sur la rue Neuve-des-Mathurins ; le tout conformément au plan qu'il a présenté à cet effet et qui demeurera exposé au greffe de la municipalité ; etc. »
Par décret du 16 juillet 1862, elle est prolongée de la rue de la Madeleine jusqu'au boulevard Malesherbes.
Par arrêté en date du 24 janvier 1881, la rue Neuve-des-Mathurins prend le nom de « rue des Mathurins ».

## Bâtiments remarquables et lieux de mémoire
- Emplacement non localisé : Au Lys Fleuriffant enseigne du libraire-imprimeur Antoine Bourriquant[6].
- No 10 ancien : à cette adresse habitait l'artiste peintre Sophie Bresson-Rochard (1810-1842) ; elle fait des copies pour les collections du roi Louis-Philippe, actuellement conservées à Versailles.
- No 13bis : Hélène Dieudonné y est née[7].
- No ?? (ancien no 40) : emplacement de la maison Thomas, hôtel vendu par madame de Staël en 1810. Le contrat de vente avait été signé le 18 octobre 1810 par Benjamin Constant (mandataire de sa tante, Mme de Nassau) et par Foucault de Pavant (mandataire de madame de Staël) pour un prix total de cent soixante mille francs[8].

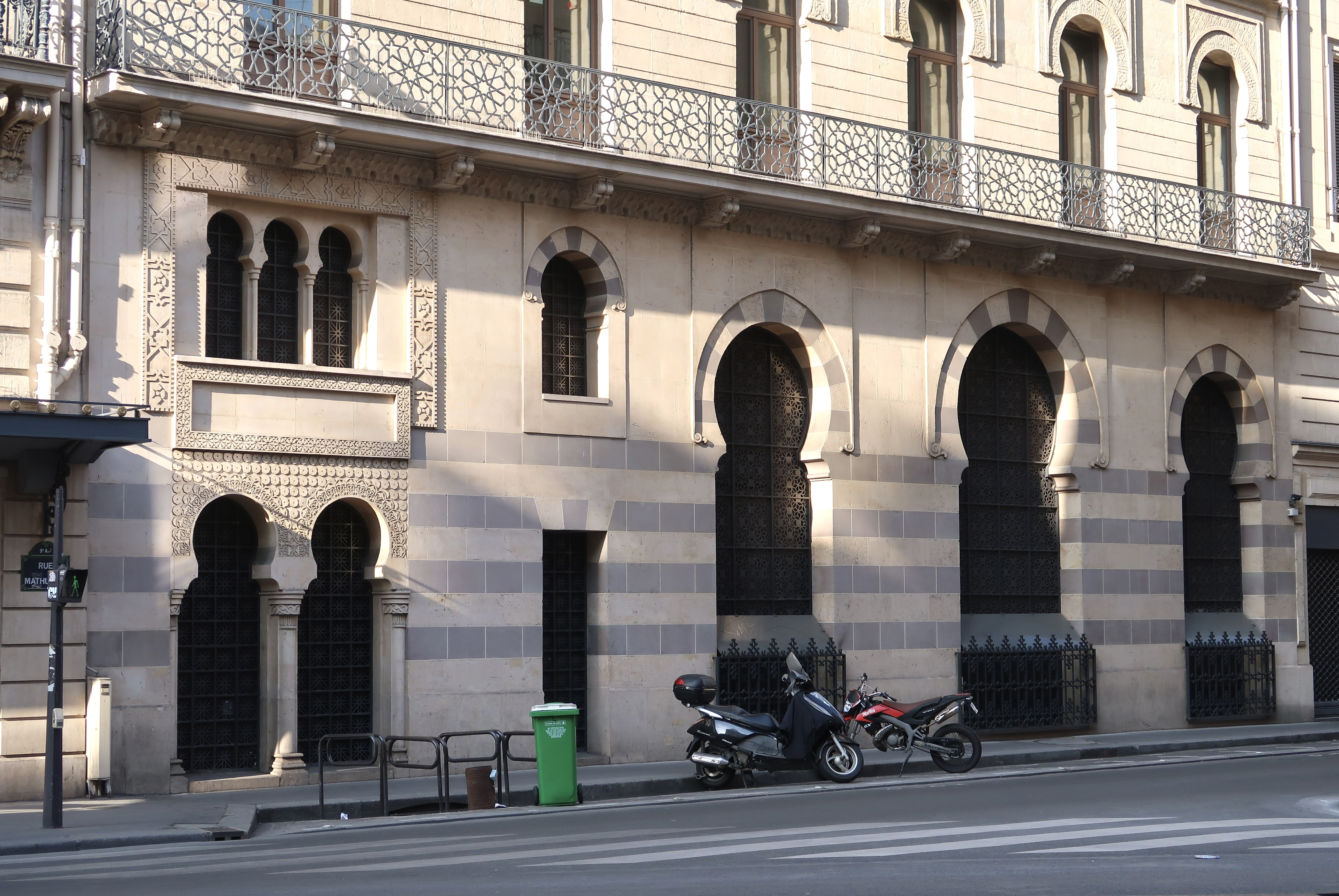
18 rue des Mathurins, façade mauresque des anciens bains turcs.

- No 18 (ancien no 86) : façade mauresque, comportant des frises, des colonnettes ainsi des arcs et des garde-corps inspirés des moucharabiehs. Il s'agit d'un immeuble construit en 1876 par les architectes William Klein et Albert Duclos afin d'abriter des bains turcs, dans le contexte de l'essor culturel de l'orientalisme et des politiques d'hygiénisme, en lien avec la clientèle du quartier qui, à l'époque, abritait la vie mondaine de la capitale. Plusieurs personnalités le fréquentent, aristocrates, bourgeois et hommes politiques (Léon Gambetta, Georges Eugène Haussmann, le duc d'Aumale, le duc de Montpensier, le prince de Galles ou encore le baron de Rothschild, dont les noms sont cités dans un prospectus publicitaire). L'établissement est réservé aux hommes mais, certaines jours, il est accessible aux femmes, qui pénètrent alors par une entrée plus discrète, au 47, boulevard Haussmann. Les services sont haut de gamme (hammam, hydrothérapie, massages, piscine, salons de repos, restaurant, salon de coiffure ou encore fumoir) et ce dans un luxueux décor. Les bains ferment en 1954. L'immeuble est alors rénové, conduisant à la destruction de tous les décors intérieurs[9].
- No 26 (anciennement no 56) : hôtel George Sand. George Sand a habité dans cet hôtel, à l'époque « hôtel de Florence », en 1823[10]. C'est là qu'est né son fils Maurice Sand le 30 juin 1823, de son mariage avec le baron Casimir Dudevant. L'hôtel appartenait alors à Henri Gallyot, ancien chef de cuisines de Napoléon Ier, tandis que sa femme était une ancienne femme de chambre de l'impératrice Joséphine.
- No 32 (ancien no 86) : emplacement de l'hôtel de Beauharnais. Hôtel entre cour et jardin ayant d'abord loué par le prince Xavier de Saxe puis ayant appartenu à François de Beauharnais (1714-1800), père d'Alexandre de Beauharnais, premier mari de Joséphine de Beauharnais. Sous le Premier Empire, l'hôtel fut habité par la princesse Hélène de Bauffremont-Courtenay (1774-1836) qui épousa en 1816 le comte Gabriel de Choiseul-Gouffier (1752-1817). L'inscription du nom de l'hôtel se voyait encore dans la cour en 1910[11].
- No 34 : emplacement de l'hôtel de M. G. Beer (en 1910)[11].
- No 36 : théâtre des Mathurins.
- No 38 : théâtre Michel, fondé en 1908 par Michel Mortier. Situé en sous-sol, ce théâtre fut inondé lors de la crue de la Seine de 1910.
- No 40 (ancien no 96) : emplacement de l'ancien hôtel de l'amiral Baudin (1784-1854).
- No 42 : emplacement de l'ancien hôtel construit par l'architecte Alexandre-Théodore Brongniart sur un terrain acquis en 1776 par la courtisane Julie Careau. Bâti à l'emplacement du 67, boulevard Haussmann qu'il traversait jusqu'au prolongement de la rue de Provence. L'hôtel fut achevé en 1778 et les dernières factures furent payées par le vicomte de Ségur, amant de la commanditaire. Il fut vendu en 1780 au comte Le Peletier d'Aunay. Le général Brune en devint propriétaire en l'an IX. Sa veuve le revendit en 1815. Le prince de la Paix, Manuel Godoy, y résida. L'hôtel fut démoli en 1895.
- No 42 ter (anciennement no 98) : emplacement de l'ancien hôtel du comte Lagrange (mort en 1886), ministre du roi Jérôme de Westphalie.
- No 44 : 
  - emplacement sous Louis XVI, de l'hôtel du marquis de Louvois : « Ce descendant du ministre se livra au libertinage et au désordre avec si peu de retenue que le roi finit par l'exiler : il avait trouvé moyen de dissiper de grands héritages et de manger la dot de ses trois femmes, en laissant derrière lui une traînée croissante de dettes[12]. »
  - a abrité le Photo-club de Paris.

|                                                          |  |  |
| Théâtre des Mathurins (no 36) et théâtre Michel (no 38). |  |  |

- No 53, à l'angle avec la rue d'Anjou : immeuble réalisé par l'architecte Paul Farge en 1927[13] pour accueillir la Banque coloniale. Balcon principal décoré de sculptures de dragons ; au premier étage, visage sculpté de Bouddha[14].

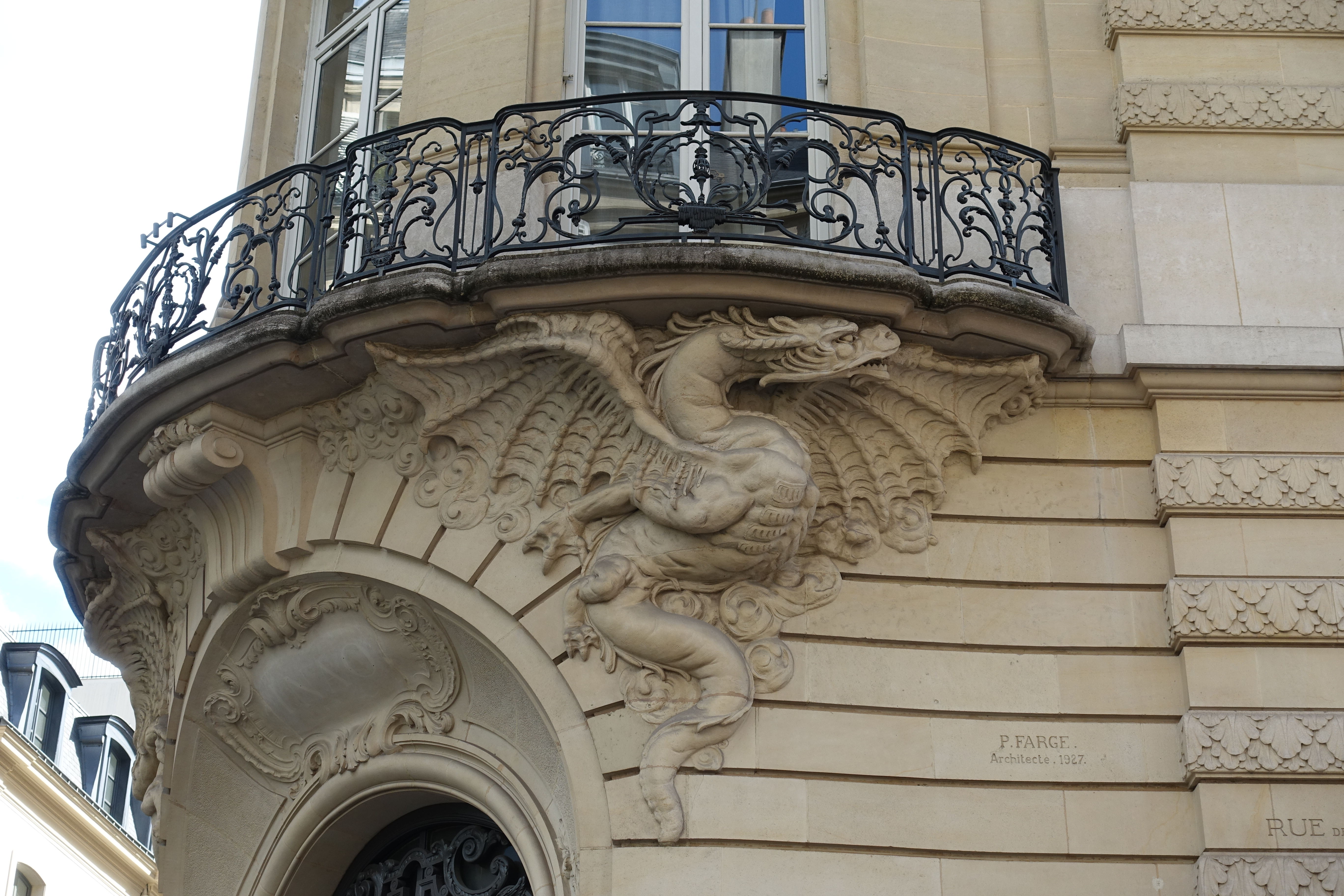
Dragon sculpté.
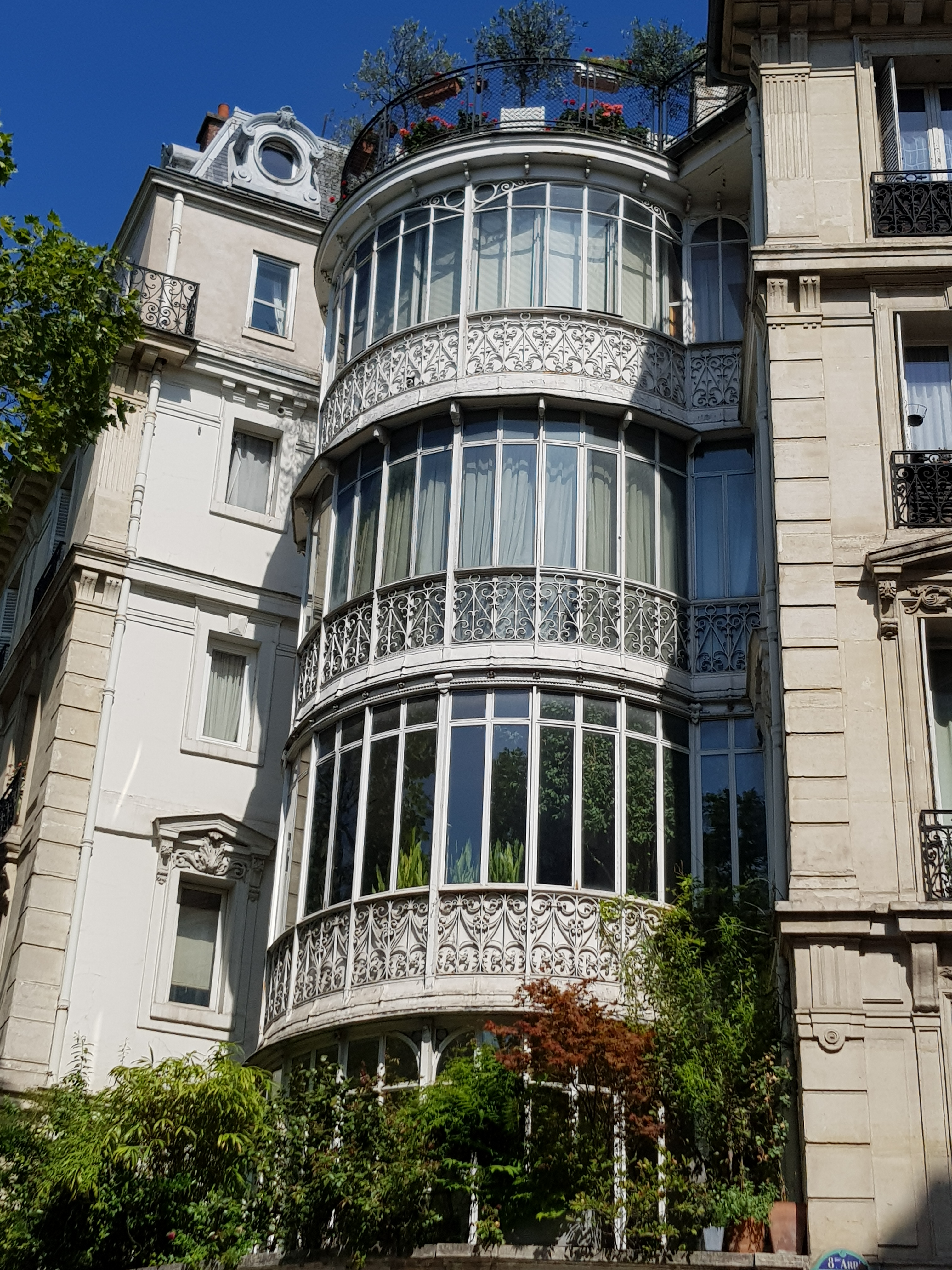
No 66.

- No 66, au croisement avec le 32 boulevard Malesherbes : immeuble construit vers 1860, remarquable notamment par ses jardins d’hiver à structure métallique[15].

### En littérature
Honoré de Balzac y situe en 1831 le luxueux hôtel particulier de Ferdinand du Tillet dans Une fille d'Ève. La rue porte encore l'ancien nom de « rue Neuve des Mathurins » : « Dans un des plus beaux hôtels de la rue Neuve-des-Mathurins, à onze heures et demie du soir, deux femmes étaient assises devant la cheminée d'un boudoir tendu de ce velours bleu à reflets tendres et chatoyants que l'industrie française n'a su fabriquer que dans ces dernières années[…]. »
De même, dans son livre Les Paysans, Balzac fait de cette rue la localisation de l'hôtel particulier du général de Montcornet, où le dit général vient passer ses hivers (chapitre VII) : « La terre des Aigues ne pouvait se passer d’un régisseur, car le général n’entendait pas renoncer aux plaisirs de l’hiver à Paris, où il possédait un magnifique hôtel, rue Neuve-des-Mathurins. Il chercha donc un successeur à Gaubertin ; mais il ne chercha certes pas avec plus de soin que Gaubertin en mit à lui en donner un de sa main. »